# Грин, Роберт (футболист)
Ро́берт Пол Грин (англ. Robert Paul Green; род. 18 января 1980, Чертси, Суррей, Англия) — английский футболист, вратарь. Выступал за сборную Англии.

## Биография
Роберт Грин воспитывался в футбольной академии «Норвич Сити». Его дебют за основную команду «канареек» состоялся в апреле 1999 года, но завоевать постоянное место в воротах молодому голкиперу удалось лишь в сезоне 2001/02. «Норвич» в то время боролся за выход в премьер-лигу, и появление в составе молодого талантливого воспитанника пришлось очень кстати. В первом полноценном сезоне Грина «канарейки» заняли 6-е место в чемпионате и лишь в финале плей-офф уступили по пенальти путёвку в высший свет «Бирмингем Сити». В следующем сезоне, несмотря на 19 сухих матчей в исполнении Грина, «Норвич» не сумел зацепиться за зону плей-офф, однако уже через год — по окончании сезона 2003/04 — «канарейки» праздновали успех, а их бессменный голкипер был избран болельщиками клуба лучшим игроком года.
На волне успеха Грин был даже вызван в сборную Англии в марте 2004 года, однако стать шестым игроком в истории «Норвича», надевавшим футболку «Трех Львов», ему предстояло позже — в мае 2005 года голкипер вышел на замену в товарищеском матче против сборной Колумбии. Тем временем, «канарейки» оказались неготовыми к суровым реалиям премьер-Лиги и по итогам сезона 2004/05 покинули высший свет. Многие ведущие игроки ушли из клуба, и сезон 2005/06 получился для Грина одним из худших. Несмотря на это, он продолжал привлекаться в сборную Англии и был включён в заявку на чемпионат мира 2006 года. Однако тяжёлая травма, полученная в конце мая в матче английских резервистов, поставила крест на честолюбивых планах вратаря сыграть на полях Германии. По окончании лечения Роберт Грин присоединился к выступающему в премьер-лиге лондонскому футбольному клубу «Вест Хэм Юнайтед».
В сезоне 2006/07 «молотобойцы» вели тяжёлую борьбу за выживание, и ряд превосходных выступлений Грина, включая неожиданные выездные победы над «Арсеналом» и «Манчестер Юнайтед», помогли лондонскому клубу сохранить прописку в классе сильнейших. Сезон 2007/08 получился для «Вест Хэма» более удачным — прочно обосновавшись в середине таблицы, «молотобойцы» довольно быстро обезопасили себя от вылета, а Грин прославился тем, что до февраля никому не удавалось пробить его с 11-метровой отметки — только с 5-й попытки это удалось Джеймсу Макфаддену. Уверенная игра стража ворот заставила обратить на себя внимание нового тренера сборной Англии Фабио Капелло, и в марте 2008 года тот включил вратаря «Вест Хэма» в заявку на товарищеский матч против французов.
В первой же игре сборной Англии на чемпионате мира 2010 он позволил в первом тайме американской сборной сравнять счёт, допустив ошибку: отражая дальний удар по центру ворот не смог его принять или отразить в сторону и мяч закатился в ворота. Матч так и закончился со счётом 1:1, но та игра для Роберта стала последней в футболке сборной. После этой ошибки место в рамке основной команды Англии ему больше не доверили. Даже несмотря на то, что многие авторитетные вратари, такие как Буффон, Нойер и др., пропускали похожие голы и жаловались на конструкцию самого мяча, а именно на то, что он в последний момент резко изменял траекторию полёта и это значительно усложняло задачу голкипера.
Дэвид Голд, председатель «Вест Хэма», подтвердил, что Роберт Грин, вратарь сборной Англии, летом 2012 покинет клуб. У 32-летнего Грина контракт с «молотобойцами» завершается в конце июня 2012. Голкипер решил не согласовывать новое соглашения, несмотря на путёвку клуба в Премьер-Лигу. В своём личном твиттере Голд написал: «Никто не хочет, чтобы Роб уходил, но ничего не вечно. Он должен поступать так, как будет лучше ему, а мы — как лучше нам.»
После победы в Лиге Европы 31 мая 2019 года объявил о завершении профессиональной карьеры.

## Статистика выступлений за сборную
| Матчи Роберта Грина за сборную Англии | Матчи Роберта Грина за сборную Англии | Матчи Роберта Грина за сборную Англии | Матчи Роберта Грина за сборную Англии | Матчи Роберта Грина за сборную Англии | Матчи Роберта Грина за сборную Англии | Матчи Роберта Грина за сборную Англии |
| №                                     | Дата                                  | Оппонент                              | Счёт                                  | Голы                                  | Соревнование                          |                                       |
| ------------------------------------- | ------------------------------------- | ------------------------------------- | ------------------------------------- | ------------------------------------- | ------------------------------------- | ------------------------------------- |
| 1                                     | 31 мая 2005                           | Колумбия                              | 3 : 2                                 | −1                                    | Товарищеский матч                     |                                       |
| 2                                     | 11 февраля 2009                       | Испания                               | 0 : 2                                 | −1                                    | Товарищеский матч                     |                                       |
| 3                                     | 6 июня 2009                           | Казахстан                             | 4 : 0                                 | -                                     | Отборочный матч ЧМ 2010               |                                       |
| 4                                     | 10 июня 2009                          | Андорра                               | 6 : 0                                 | -                                     | Отборочный матч ЧМ 2010               |                                       |
| 5                                     | 12 августа 2009                       | Нидерланды                            | 2 : 2                                 | −2                                    | Товарищеский матч                     |                                       |
| 6                                     | 5 сентября 2009                       | Словения                              | 2 : 1                                 | −1                                    | Товарищеский матч                     |                                       |
| 7                                     | 9 сентября 2009                       | Хорватия                              | 5 : 1                                 | −1                                    | Отборочный матч ЧМ 2010               |                                       |
| 8                                     | 10 октября 2009                       | Украина                               | 0 : 1                                 | -                                     | Отборочный матч ЧМ 2010               |                                       |
| 9                                     | 3 марта 2010                          | Египет                                | 3 : 1                                 | −1                                    | Товарищеский матч                     |                                       |
| 10                                    | 24 мая 2010                           | Мексика                               | 3 : 1                                 | −1                                    | Товарищеский матч                     |                                       |
| 11                                    | 12 июня 2010                          | США                                   | 1 : 1                                 | −1                                    | ЧМ 2010. Групповая стадия             |                                       |
| 12                                    | 26 мая 2012                           | Норвегия                              | 1 : 0                                 | -                                     | Товарищеский матч                     |                                       |

## Достижения
«Челси»
- Победитель Лиги Европы УЕФА: 2018/19